# Ligamenten van Cooper
De ligamenten van Cooper (latijn: retinaculum cutis mammae, ook wel ligamenta suspensoria mammaria) zijn een structuur van onderhuids bindweefsel die de borsten hun typische  vorm helpen te behouden en deze ondersteunen.

## Beschrijving
De ligamenten lopen van het sleutelbeen en de fascia clavipectoralis (een diepe, onder de pectoralis gelegen fascie die de musculus pectoralis minor en de musculus subclavius omhult) en vertakken zo langs en rond de borsten tot in de dermis van de huid van de borsten. Deze ligamenten verbinden de borst met het sleutelbeen en de onderliggende diepe fascie. Dit geeft ondersteuning aan de borst in rechtstaande positie en helpt de natuurlijke vorm te behouden. Zonder de interne ondersteuning van dit ligament zal het borstweefsel door het eigen gewicht zakken en de vorm en contour verliezen. Dit effect wordt aangeduid als ptosis, oftewel hangborsten. Volgens bepaalde onderzoekers verhindert het dragen van een beha de ontwikkeling van deze ligamenten.

## Naam
De ligamenten zijn vernoemd naar sir Astley Paston Cooper, een 19e-eeuwse bekende Britse chirurg en anatoom, die deze ligamenten in 1840 voor het eerst beschreef. Cooper, die de titel van baronet verwierf door een succesvolle operatie op koning George IV uit te voeren, stichtte later een artsenschool.